# Скраплення газів
Скраплення газів (англ. gas liquifaction; нім. Gasverflüssigung f) — перетворення газу в рідину при температурі нижче критичної. Для скраплення газів найчастіше застосовують два промислових методи, в основі яких використовується або ефект Джоуля — Томсона, або охолодження газу при здійсненні ним роботи. При використанні ефекту Джоуля — Томсона в устаткуванні (машина Лінде) дроселюванням газ охолоджується, а відтак компресором знову стискується; виникаюче при цьому тепло відводиться в холодильник і температура знижується нижче температури інверсії, в результаті чого при наступному дросельному розширенні спостерігатиметься охолодження. Цикл повторюється доти, поки газ не охолодиться до температури нижче критичної. За іншим методом стиснутий газ, надходячи в поршневу машину (детандер), розширюється і здійснює при цьому роботу з переміщення поршня. Оскільки робота здійснюється за рахунок внутрішньої енергії газу, то його температура при цьому знижується. Сучасні устаткування працюють за принципом турбодетандера, в якому газ, стиснутий всього лише до 500—600 кПа, охолоджується, виконуючи роботу по обертанню турбіни.
При тиску 1 атм температура переходу в рідкий стан метану -163 °С, у етану -88 °С, у пропану -42 °С, а у бутану -0,5 °С.